# فيديريكو كييزا
فيديريكو كييزا (بالإيطالية: Federico Chiesa)‏(مواليد 25 أكتوبر 1997) لاعب كرة قدم إيطالي يلعب مهاجمًا لنادي ليفربول في الدوري الإنجليزي الممتاز و‌منتخب إيطاليا. وهو ابن لاعب كرة القدم السابق إنريكو كييزا.
كانت بداية كييزا مع ناشئي فيورنتينا ولعب أول مباراة له مع الفريق الأول في 2016. وبقي مع النادي أربع سنوات سجل فيها 35 هدفًا في 153 مشاركة في جميع المنافسات. انتقل بعد ذلك إلى يوفنتوس في موسم 2020–21 وتُوج هناك بكأس إيطاليا و‌كأس السوبر الإيطالي في موسمه الأول.
لعب كييزا أول مباراة له مع منتخب إيطاليا في مارس 2018. وشارك في يورو 2020، وساهم في تتويج إيطاليا باللقب. واُختير ضمن فريق البطولة. حقق الدوري الانجليزي مع ليفربول 

## مسيرته الكروية

### فيورينتينا
شارك لأول مرة مع فيورنتينا موسم 2016-2017، وبالرغم من أنه لم يحصل على دقائق كثيرة كأساسي إلا أنه نجح في تسجيل 5 أهداف وصناعة 4 أهداف في 35 مباراة لعب نصفها كبديل، وفي مراكز مختلفة.

### يوفنتوس

#### موسم 2020-21
في 5 أكتوبر 2020، وقع كييزا عقد إعارة لمدة عامين مع يوفنتوس. بقيمة 3 ملايين يورو للموسم الأول و7 ملايين يورو للموسم الثاني، مع شرط شراء بقيمة 40 مليون يورو بالإضافة إلى 10 ملايين يورو متغيرات. في 17 أكتوبر، ظهر كييزا لأول مرة مع يوفنتوس، حيث صنع هدفاً للاعب لألفارو موراتا وحصل على بطاقة حمراء في المباراة التي إنتهت بالتعادل 1-1 مع كروتوني. ظهر لأول مرة في دوري أبطال أوروبا بعد ثلاثة أيام، في فوز يوفنتوس 2-0 خارج أرضه على دينامو كييف. سجل هدفه الأول في المسابقة، في 2 ديسمبر، في فوز يوفنتوس 3-0 على أرضه ضد دينامو كييف.
جاء هدف كييزا الأول ليوفنتوس في الدوري في 16 ديسمبر، حيث سجل هدفًا من مسافة بعيدة في تعادل يوفنتوس 1-1 على أرضه مع أتالانتا. في 6 يناير 2021، سجل كييزا ثنائية ضد ميلان متصدر الدوري في فوز يوفنتوس 3-1 خارج أرضه؛ كانت أول هزيمة ميلان في الدوري في 27 مباراة. سجل كييزا ثلاثة أهداف في مرمى بورتو في دور الستة عشر لدوري أبطال أوروبا 2020-21: هدف في مباراة الذهاب واثنان في مباراة الإياب. ومع ذلك، تم إقصاء يوفنتوس من البطولة بقاعدة الأهداف خارج الأرض. في 19 مايو، سجل هدف الفوز في مباراة الفوز 2-1 على أتالانتا في نهائي كأس إيطاليا 2021.

## مسيرته الدولية

### منتخب الشباب
مثّل فيديريكو تشيزا منتخب إيطاليا في جميع الفئات السنية، وتم إستدعائه لتمثيل المنتخب الإيطالي الأول في مايو 2017، ضد سان مارينو، ولكنه لم يشارك في المباراة وظل على دكة البدلاء.

### المنتخب الأول
على الرغم من استدعائه لمنتخب إيطاليا تحت 21 عامًا في مارس 2017، تم اختيار كييزا من قبل المدرب الإيطالي الكبير جيان بييرو فينتورا للمشاركة في المباراة الودية للفريق ضد سان مارينو في إمبولي في 31 مايو. إنتهت الباراة بفوز إيطاليا بنتيجة 8-0.
في مارس 2018، تم استدعاء كييزا للعب مع المنتخب الإيطالي، تحت إشراف المدير المؤقت دي بياجيو، لمباريات ودية لإيطاليا ضد الأرجنتين وإنجلترا في وقت لاحق من ذلك الشهر. في 23 مارس، ظهر لأول مرة رسميًا على المستوى الدولي في المباراة الودية ضد الأرجنتين؛ حيث هُزمت إيطاليا بنتيجة 2-0. 
جاء هدف كييزا الدولي الأول في 18 نوفمبر، في فوز منخب إيطاليا 9-1 على أرضه ضد أرمينيا، في تصفيات بطولة أوروبا 2020، تحت قيادة المدرب روبرتو مانشيني. كما أنه صنع هدفين خلال المباراة.
في يونيو 2021، تم ضم كييزا إلى تشكيلة إيطاليا في بطولة أمم أوروبا 2020. تم اختياره رجل المباراة من قبل الاتحاد الأوروبي لكرة القدم في المباراة الأخيرة للمجموعة، بفوز منتخب بلاده 1-0 على ويلز في روما في 20 يونيو، والتي جعلتهم يتصدرون مجموعتهم. في 26 يونيو، سجل الهدف الافتتاحي في الفوز 2-1 في الوقت الإضافي على النمسا في دور الـ16 من البطولة على ملعب ويمبلي. من قبيل الصدفة، سجل والده إنريكو 25 عامًا و 12 يومًا قبل ذلك في مباراة إيطاليا الثانية بالمجموعة في كأس الأمم الأوروبية 1996 في إنجلترا، حيث خسر الفريق 2-1 أمام جمهورية التشيك. على هذا النحو أصبحوا أول الأب وابن يسجلان هدفًا في بطولة أوروبا. 
في 6 يوليو 2021، أحرز فيديريكو كييزا، الهدف الأول في شباك نظيره الإسبانى، بالدقيقة 60 من زمن المواجهة على ملعب ويمبلي، ضمن منافسات الدور نصف النهائى لبطولة كأس الأمم الأوروبية 2020 والتي إنتهت بفوز المنتخب الإيطالي بركلات الترجيح 4-2.

## أسلوبه في اللعب
يعتبر كييزا لاعبًا موهوبًا وسريعًا ومجتهدًا، نظرًا لكونه شابًا واعدًا، ويتمتع بتقنية جيدة وقوام قصير وبنية رفيعة. يلعب عادة كجناح أيمن، وهو مركز يمكّنه من خلق فرص لتسجيل الأهداف لزملائه، خاصة عن طريق تمرير الكرة إلى منطقة الجزاء بقدمه اليمنى. كما أنه قادر على تسجيل الأهداف بنفسه، ويمكنه أن يلعب في الجناح الأيسر، وهو الدور الذي يسمح له بالقطع في الوسط ليسدد على المرمى بقدمه اليمني، على وجه الخصوص. من خارج منطقة الجزاء بالرغم من كونه جيد جداً بقدمه اليسرى.
بصرف النظر عن مركزه المفضل في أي من الجناحين، فقد تم إستخدامه أيضًا في العديد من المواقع الهجومية الأخرى، نظرًا لقدرته على اللعب في أي مكان عبر خط الهجوم؛ غالبًا ما كان يلعب دورًا محوريًا إما كلاعب خط وسط مهاجم أو مهاجم ثانٍ، ولكن تم استخدامه أيضًا كمهاجم أساسي في بعض الأحيان. حتى أنه تم استخدامه من حين لآخر في أدوار في خط الوسط.
بالإضافة إلى واجباته الأساسية في الهجوم، فهو غالبًا ما يساهم في الواجبات الدفاعية بالضغط على الخصوم ومطاردة أجنحة الخصم أسفل الجناح لاستعادة الاستحواذ، وحتى أنه تم إستخدامه في بعض الأحيان كجناح أيمن خلفي في تشكيل 3-5-2. 

## حياته الشخصية
كان والد كييزا، إنريكو كييزا، لاعب كرة قدم محترفًا أيضًا. لعب لأندية مثل كريمونسي، سامبدوريا، بارما، فيورنتينا، لاتسيو وسيينا، ومثل المنتخب الإيطالي. التحق كييزا بمدرسة فلورنسا الدولية، حيث أخذ دروس اللغة الإنجليزية بشكل متكرر. كما أمضى عامين في الجامعة ودرس علوم الرياضة.

## الإنجازات

### الأندية

#### يوفتتوس
- كأس إيطاليا : 2020–21
- كأس السوبر الإيطالي : 2020

#### المنتخب
- بطولة أمم أوروبا : 2020

ليفربول
الدوري الإنجليزي الممتاز:2024-25

## روابط خارجية
- فيديريكو كييزا على موقع الاتحاد الدولي (مؤرشف)  (الإنجليزية)
- فيديريكو كييزا على موقع الاتحاد الأوربي (الإنجليزية)
- فيديريكو كييزا على موقع إي إس بي إن إف سي (الإنجليزية)
- فيديريكو كييزا على موقع قاعدة بيانات كرة القدم.إي يو (الإنجليزية)
- فيديريكو كييزا على موقع ليكيب (الفرنسية)
- فيديريكو كييزا على موقع ناشيونال فوتبول تيمز (الإنجليزية)
- فيديريكو كييزا على موقع Soccerbase.com (لاعب) (الإنجليزية)
- فيديريكو كييزا على موقع Soccerway.com (الإنجليزية)
- فيديريكو كييزا على موقع عالم كرة القدم.نت (الإنجليزية)
- فيديريكو كييزا على موقع AS.com (الإسبانية)